# Moderní arnis
Bojové umění Moderní arnis založil Filipínec Remy Amador Presas[kdy?][zdroj?]. Vyvinul je z bojového umění arnis, rozšířeného na Filipínách.

## Rozdělení stylu
Výuka moderního arnis se dělí na dvě části: moderní arnis a klasický arnis. Moderní arnis se zaměřuje především na snadno dostupné zbraně (nůž, pásek, propisovací tužka, vycházková hůl,…). Druhá část stylu Moderní arnis je věnována klasickému arnisu, kde se výuka soustředí také na tradiční zbraně válečníků (mačety, meče). Obě složky obsahují boj s tyčí, která je pro arnis hlavní zbraní. Rozdíl není pouze ve zbraních, je mnoho drobností, kterými se styly liší. Stručně řečeno, moderní arnis odpovídá svému přívlastku a je oproti klasickému arnisu v některých věcech přímočařejší, zatímco klasický arnis se drží původního, tradičního stylu.

## Výuka
Cvičenec Moderního arnisu je připravován na nejrůznější situace, se kterými se může v boji setkat. Ve výuce tohoto stylu je kladen poměrně velký důraz na boj s tyčí (dvěma tyčemi). Což neznamená, že se cvičenec učí dovednost jen s touto zbraní. Celá výuka jde od tyčí, přes nože a krátké meče (Espada y daga), až po přímo navazující techniky neozbrojeného boje (panantukan, sikaran, kadena de mano, tuloy nga trangkada, dumog). 
Neozbrojený boj je částečně podobný boxu, nebo spíše thai boxu. Obsahuje i část nazvanou "kadena de mano", což v překladu znamená míhající se ruce. Jde o velmi efektivní techniky, které využívají spíše rychlost než sílu. Součástí neozbrojeného boje je kromě jiného také filipínský zápas - dumog. V nižších technických stupních je součástí zkoušek i sebeobrana.
Ozbrojenou část výuky vyplňují již zmíněné techniky s tyčí (dvěma tyčemi), nožem, krátkým mečem, ale také techniky např. s propisovací tužkou, páskem, či jinými předměty denní potřeby. 
Výhodou tohoto bojového umění je, že se cvičenec naučí pohybový princip, který použije se zbraní i bez ní. Lze tedy bojovat se zbraní, ale v případě, že o ni během střetu bojovník přijde, pokračuje bez ní.